# Zehrental
Zehrental é um município da Alemanha, situado no distrito de Stendal, no estado de Saxônia-Anhalt. Tem 72,3 km² de área, e sua população em 2019 foi estimada em 883 habitantes.